# Abdel-Hadi Al-Maharmeh
Abdel-Hadi Al-Maharmeh (Sahab, Jordania; 15 de septiembre de 1983) es un futbolista de Jordania que juega en la posición de delantero y que actualmente milita en el Al-Wehda Madaba de la División 3 de Jordania.

## Carrera

### Club
| Periodo         | Club                 |
| --------------- | -------------------- |
| 2000–2013       | Al-Faisaly Amman     |
| 2013            | Saham Club           |
| 2013–2014       | Shabab Al-Ordon Club |
| 2014            | Al-Tai FC            |
| 2014–2015       | Al-Jazira Ammán      |
| 2015–2016       | Sahab SC             |
| 2016            | Al-Asalah SC         |
| 2016            | Sahab SC             |
| 2016–2017       | Al-Wehda SC          |
| 2017            | Al-Salt SC           |
| 2017-Actualidad | Al-Wehda Madaba      |

### Selección nacional
Jugó para Jordania en 40 ocasiones de 2004 a 2018 y anotó cinco goles; participó en la Copa Asiática 2004 y en tres ediciones del Campeonato de la WAFF.

## Logros
- Liga Premier de Jordania (6): 2000, 2001, 2002–03, 2003–04, 2009–10, 2011–12
- Copa de Jordania (6): 2001, 2002–03, 2003–04, 2004–05, 2007–08, 2011–12
- Copa FA Shield de Jordania (3): 2000, 2009, 2011
- Supercopa de Jordania (4): 2002, 2004, 2006, 2012
- Copa AFC (2): 2005, 2006
- División 1 de Jordania (1): 2017-18

## Estadísticas

### Goles con selección nacional
| # | Fecha      | Sede      | Rival     | Resultado | Torneo                                               |
| - | ---------- | --------- | --------- | --------- | ---------------------------------------------------- |
| 1 | 8-10-2004  | Bangkok   | Tailandia | 3-2       | Amistoso                                             |
| 2 | 13-10-2004 | Vientián  | Laos      | 3-2       | Clasificación para la Copa Mundial de Fútbol de 2006 |
| 3 | 20-10-2004 | Trípoli   | Ecuador   | 3-0       | Amistoso                                             |
| 4 | 10-11-2006 | Lahore    | Pakistán  | 3-0       | Clasificación para la Copa Asiática 2007             |
| 5 | 15-1-2018  | Abu Dhabi | Dinamarca | 3-2       | Amistoso                                             |